# かんばまゆこ
かんば まゆこ（4月18日 - ）は、日本の漫画家。島根県出身。血液型はO型。

## 略歴
2010年、『ゲッサン』にて『バレてるよ！ジャンボリーヌ』を連載開始。
2012年、『ゲッサン』にて『迷宮入り探偵』を連載開始。
2014年、『ゲッサン』にて『錦田警部はどろぼうがお好き』を連載開始。同年、『クライムタウン ポリスマン』で第4回「GET THE SUN 新人賞」選外佳作を受賞。『不思議の扉のかずこちゃん』で第7回「GET THE SUN 新人賞」の佳作を受賞。
2017年、『週刊少年サンデーS』にて『名探偵コナン 犯人の犯沢さん』を連載開始。

## 受賞歴
- クライムタウン ポリスマン（GET THE SUN 新人賞 第4回 選外佳作）※神庭麻由子名義[2]
- 不思議の扉のかずこちゃん（GET THE SUN 新人賞 第7回 佳作）※神庭麻由子名義[3]
- 錦田警部はどろぼうがお好き（次にくるマンガ大賞 2018 コミックス部門 3位）
- 名探偵コナン 犯人の犯沢さん（全国書店員が選んだおすすめコミック 2019 一般部門 14位）
- 錦田警部はどろぼうがお好き（AnimeJapan 2019 アニメ化してほしいマンガランキング 10位）

## 作品

### 連載(不定期連載含む)
- バレてるよ!ジャンボリーヌ（ゲッサン 2010年10月号 - 2012年1月号）
- 迷宮入り探偵（ゲッサン 2012年7月号 - 2016年7月号）
- 錦田警部はどろぼうがお好き（ゲッサン 2014年5月号 - 2016年6月号 / 週刊少年サンデーS 2021年5月号[5] / 週刊少年サンデーS 2024年6月号）
- 名探偵コナン 犯人の犯沢さん（週刊少年サンデーS 2017年7月号 - ）

### 読切
- 世界一の才能（ゲッサン2010年4月号）
- がんばれ！貧血先生（ゲッサン2010年5月号）※プロデビュー作
- 地獄の大魔王（ゲッサン2010年6月号）
- ヒトミちゃんのめざまし（ゲッサン2010年10月号 別冊付録）
- よろこんでキャット（ゲッサン2011年6月号）
- 怪盗カトリ～鮮血の不死鳥～（ゲッサン2012年5月号）
- カツラ売りの少女（ゲッサン2012年6月号）
- 判定（ゲッサン2012年11月号）
- びっくりビリビリ先生（ゲッサン2013年1月号）
- 竹を取れ取れ!!物語（ゲッサン2013年6月号）
- サンタクロースはいるにはいるが（ゲッサン2013年8月号）
- クロスワード（ゲッサン2013年10月号）
- つるの恩倍返し（ゲッサン2013年11月号）
- 錦田警部はどろぼうがお好き（ゲッサン2013年9月号 別冊付録 ゲッサンmini3）
- ピノキオくんの思春期（ゲッサン2014年3月号）
- ときめき♡びりびりアイドル（ゲッサン2014年4月号）

## インタビュー
- spoon.2Di「COMIC&ME! Vol.5「錦田警部はどろぼうがお好き」」 vol.43（2018年10月31日発売）
- ダ・ヴィンチ「ファンの愛が生んだ奇跡の快進撃!　『錦田警部はどろぼうがお好き』」 2018年12月号（2018年11月6日発売）